# 37 mm armata przeciwpancerna Bofors
37 mm Bofors m/34 – szwedzka armata przeciwpancerna z okresu międzywojennego skonstruowana w zakładach Bofors. Eksportowana oraz produkowana licencyjnie poza Szwecją (głównie w Polsce).
W chwili wprowadzenia na rynek była bronią bardzo skuteczną, zdolną stawić czoła współczesnym jej czołgom. Jej osiągi, niewielka waga i duża szybkostrzelność uczyniły z niej cenioną broń przeciwpancerną w przedwojennej Europie. Wprowadzenie lepiej opancerzonych czołgów na początku II wojny światowej sprawiło, że działo to szybko stało się mało użyteczne (podobnie jak inne małokalibrowe armaty o podobnych parametrach, np. niemiecka 3,7 cm PaK 36 czy amerykańska M3).

## Budowa
Armata wyposażona była w lufę typu jednoblokowego z półautomatycznym składanym zamkiem i małym hamulcem wylotowym oraz 5 mm tarczę ze składaną dolną płytą. Osadzona na wózku, z metalowym zawieszeniem i kołami z gumowymi oponami.

## Historia
Bofors m/34 został opracowany z założeniem głównie na potrzeby eksportu. Pierwszy prototyp powstał w 1932 r., ale prace rozwojowe trwały do 1934 r. Pierwszym klientem, który zakupił dwanaście egzemplarzy w 1935 r., była Holandia. Kolejne zamówienia (w tym zakup licencji na produkcję) pojawiły się ze strony Danii, Finlandii i Polski.

### Użycie bojowe

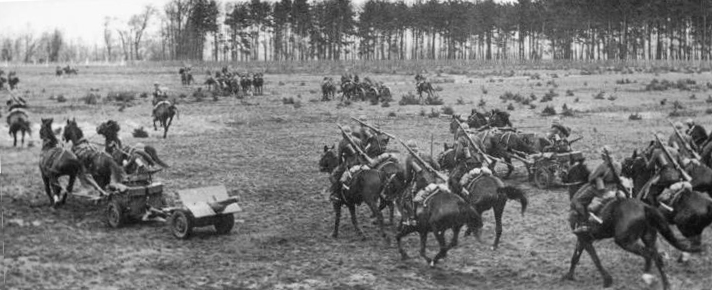
Wielkopolska Brygada Kawalerii wyposażona w armaty wz. 36 podczas bitwy nad Bzurą w 1939

Armata została po raz pierwszy użyta bojowo podczas hiszpańskiej wojny domowej, gdzie z łatwością przebijała pancerz ówczesnych czołgów lekkich. Podczas II wojny światowej została użyta przez Wojsko Polskie podczas kampanii wrześniowej. Doświadczenia z walk 1939 r. wykazały iż armata ta była bronią bardzo skuteczną. Niewielkie wymiary i masa sprawiały że wykazywała się ona bardzo dużą ruchliwością (zwłaszcza przy wykorzystaniu przez kawalerię). Natomiast siła ognia okazywała się wystarczająca, by zniszczyć wszystkie typy ówczesnych czołgów (zdolność przebicia 40 mm pancerza z dystansu 400 m) W 1939 r. większość niemieckich czołgów miała dużo cieńszy pancerz (Panzer I, Panzer II, Panzer III o grubości 15 mm, a najcięższy z nich Panzer IV miał w 1939 pancerz boczny grubości 30 mm). Jednym z przykładów skuteczności 37 mm armaty Boforsa w tym okresie było zatrzymanie niemieckiej dywizji pancernej przez Wołyńską Brygadę Kawalerii podczas bitwy pod Mokrą.

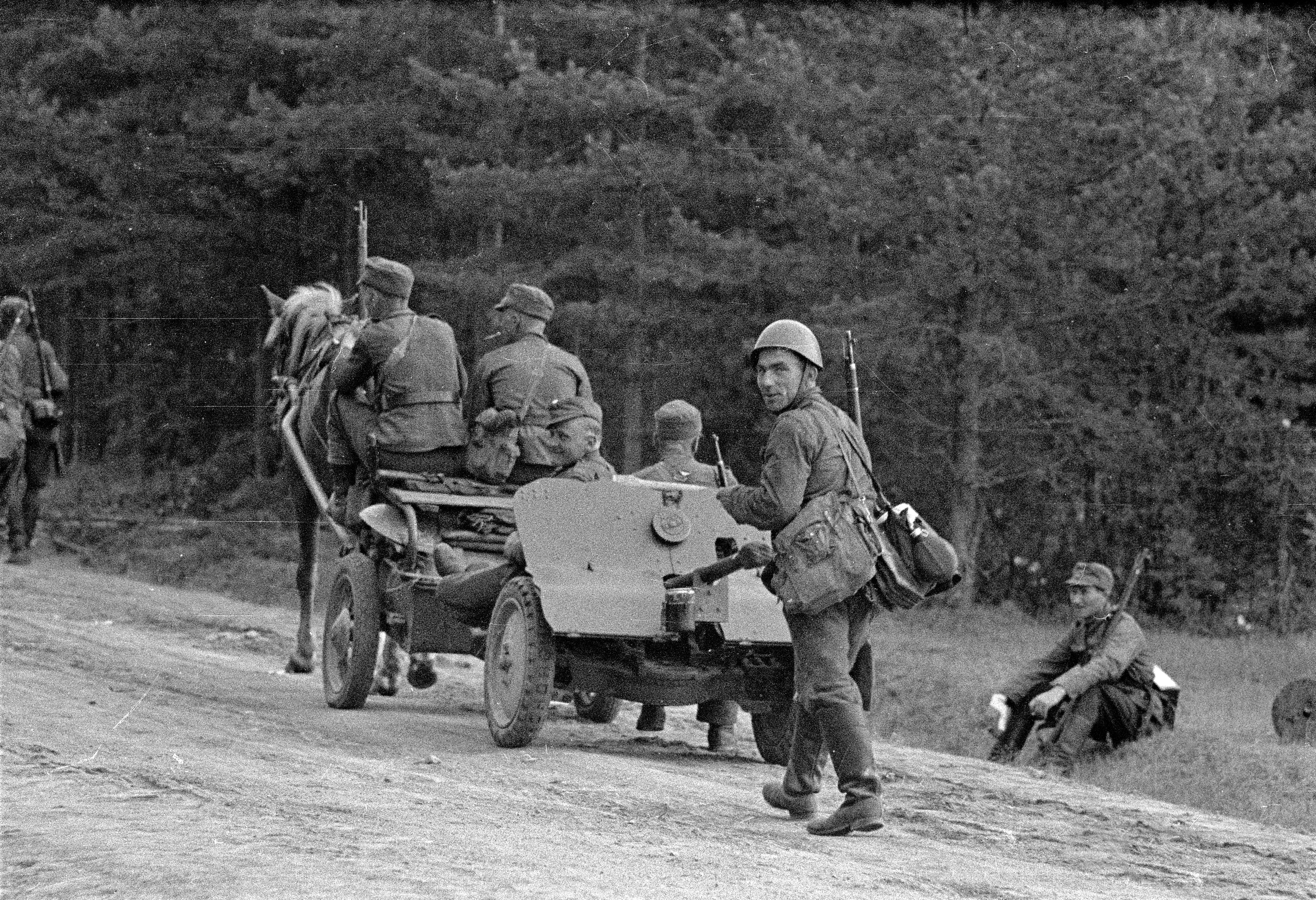
Bofors 37 PstK/36 na wyposażeniu armii fińskiej (1941)

Wojna zimowa pomiędzy Finlandią i ZSRR była ostatnim starciem, w którym małokalibrowe działka przeciwpancerne mogły zdominować czołgi. Finowie z powodzeniem wykorzystywali je przeciwko radzieckim czołgom, takim jak T-26, T-28 i BT. Jednak podczas wojny kontynuacyjnej armata okazywała się już nieskuteczna przeciwko cięższym radzieckim czołgom T-34 i KW przez co została zdegradowana do roli działka wsparcia piechoty.

## W Polsce

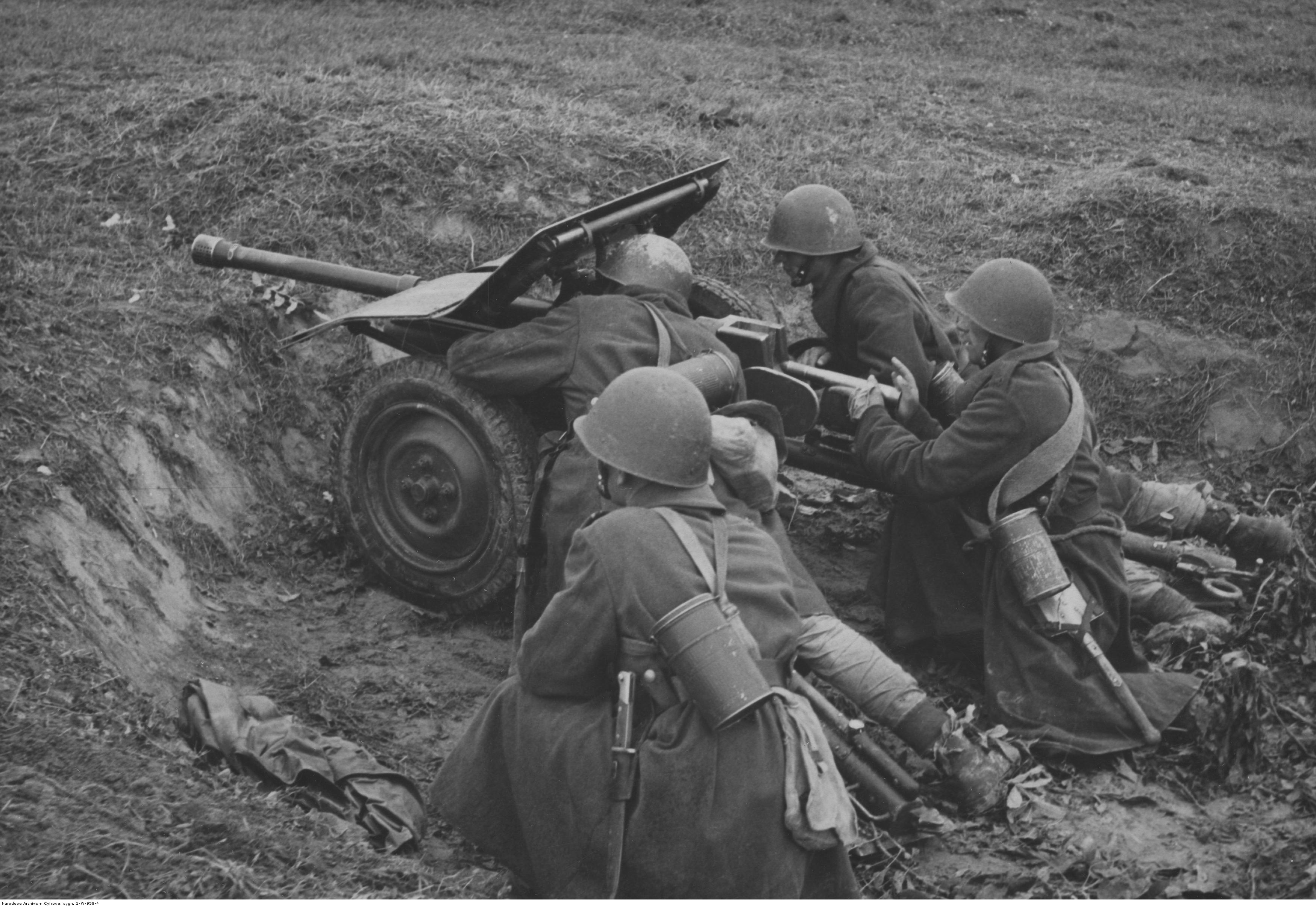
Armata przeciwpancerna wz. 36 podczas manewrów w 1938

Armata produkowana była na licencji w Polsce. Wyprodukowano 968 szt. w wersji holowanej (w zakładach SMPzA) i ponad 200 sztuk (w Fabryce Obrabiarek „H. Cegielski” w Rzeszowie) W 1936 r. została przyjęta na uzbrojenie Wojska Polskiego jako „armatka 37 mm wz. 36”. Ówcześnie armatka była klasyfikowana jako broń piechoty (kawalerii), a nie artylerii. Plutony i kompanie przeciwpancerne były organicznymi pododdziałami pułków piechoty (samodzielnych batalionów), a dwa sformowane dywizjony przeciwpancerne były jednostkami piechoty i kawalerii. Dwie armatki były na uzbrojeniu załogi Wojskowej Składnicy Tranzytowej na Westerplatte. 1 września 1939 Wojsko Polskie dysponowało ponad 1300 armat ppanc. wz. 36

### Dane taktyczno-techniczne
Dane taktyczno-techniczne armat przeciwpancernych wz. 36 używanych w Wojsku Polskim:
- producent: Stowarzyszenie Mechaników Polskich z Ameryki (SPMzA) w Pruszkowie na licencji Boforsa i Fabryka Obrabiarek „H. Cegielski” w Rzeszowie (ok. 300 szt. zakupiono w Szwecji).
- typ: armata przeciwpancerna holowana przez zaprzęg konny lub ciągnik kołowy.
- kaliber: 37 mm
- amunicja: 37 × 257R
- długość lufy: 45 kalibrów (1665 mm)
- masa:
  - na stanowisku ogniowym: 380 kg
  - w położeniu marszowym: 930 kg
  - masa przodka:
    - z amunicją: 520 kg
    - bez amunicji: 360 kg
- wymiary
  - w położeniu marszowym (samej armaty): – długość: 3050 mm, – szerokość: 1220 mm, – wysokość: 1010 mm
  - długość z przodkiem i zaprzęgiem: 7,1 m
- donośność:
  - maksymalna: 7100 m
  - skuteczna przy strzelaniu do:
    - wozów bojowych: 2000 m
- szybkostrzelność praktyczna: 10 strz./min
- kąty ostrzału:
  - w płaszczyźnie poziomej
    - ze złożonymi ogonami 6°
    - z rozłożonymi ogonami +/- 25°

  - w płaszczyźnie pionowej + 25° –10°
- wysokość linii ognia: 620 mm
- tarcza pancerna grubości 4–5 mm
- celownik teleskopowy PZO o polu widzenia 30° i powiększeniu 1,4
- prędkość początkowa pocisku: 800 m/s
- pociski:
  - pocisk przeciwpancerny, przeciwpancerny ze smugaczem, odłamkowo-burzący
  - masa pocisku: 0,70 kg
  - masa naboju: 1,45 kg

Jednostka ognia: 40 nb, w tym nb z poc. przeciwpancernym – 32, nb z poc. kruszącym – 8. Przodek mieścił 2 JO.
- skuteczność: z odległości 400 metrów potrafiły przebić pancerz o grubości do 40 mm przy uderzeniu pod kątem 30°.
- zaprzęg:
  - piechota – dwukonny (jaszcz z jednym dyszlem)
  - kawaleria – trzykonny (jaszcz z dwoma dyszlami)
- obsługa: 4–5 ludzi ?
- działon: 7 osób w piechocie
  - działonowy
  - celowniczy
  - ładowniczy
  - 3 amunicyjnych
  - woźnica
  - uzupełniony w kawalerii o koniowodnych.
  - uzbrojenie indywidualne:
    - działonowy: pistolet Vis
    - pozostali: karabinki wz. 29
- WP posiadało we wrześniu ok. 1200 szt.

## Zachowane egzemplarze
W Polsce
- Muzeum Wojska Polskiego w Warszawie[9].
  - Armata ppanc. kal. 37 mm wz. 36, o numerze fabrycznym nr 1167, wyprodukowana w 1938 r. przez zakłady Stowarzyszenia Mechaników Polskich z Ameryki w Pruszkowie, wykorzystywana przez 21 Warszawski Pułku Piechoty „Dzieci Warszawy”, odnaleziona w 1964 r. w Warszawie
  - Armata ppanc. kal. 37 mm wz. 36 o numerze fabrycznym nr 470, wyprodukowana w 1936 r. przez zakłady Stowarzyszenia Mechaników Polskich z Ameryki w Pruszkowie, odkopana w Warszawie na Saskiej Kępie jesienią 1975 r.
  - Armata ppanc. kal. 37 mm wz. 36 o numerze fabrycznym nr 137, wyprodukowana w 1937 r. przez szwedzką firmę Bofors, wykorzystywana przez 79 Pułk Piechoty, odnaleziona 5 września 1979 r., w czasie prac ziemnych na budowie szpitala Bródnowskiego.
- Muzeum Polskiej Techniki Wojskowej
- Muzeum Wojska w Białymstoku (do zobaczenia w Parku Militarnym na ul. Węglowej 3 w Białymstoku)
- Muzeum Historyczne w Sanoku prezentuje na wystawie stałej 1 armatę przeciwpancerną 37 mm produkcji polskiej sprowadzoną z Finlandii.
- Muzeum Wojsk Lądowych w Bydgoszczy
- Muzeum Ziemi Sochaczewskiej i Pola Bitwy nad Bzurą
- Muzeum Czynu Zbrojnego w Lipcach Reymontowskich[10]
- Stowarzyszenie Rekonstrukcji Historycznej Muzeum WST Westerplatte – dwie armaty tego typu zostały zakupione ze Szwecji i Finlandii przez członków Stowarzyszenia ze środków sponsorów oraz własnych funduszy i znajdują się w zbiorach tego Stowarzyszenia, biorą udział w różnych rekonstrukcjach historycznych[11].

Za granicą
- Jedna z armat eksponowana jest w fińskim Muzeum Czołgów w Parola.